# Oxyura ferruginea
La malvasía andina (Oxyura ferruginea), también conocida como malvasía rojiza, pato andino, pato rana de pico ancho o pato zambullidor grande, es una especie de ave anseriforme de la familia Anatidae propia de Sudamérica. Es considerada como subespecie de la malvasía canela (Oxyura jamaicensis) por algunas autoridades taxonómicas.